# Dysphaea lugens
Dysphaea lugens – gatunek ważki z rodziny Euphaeidae.